# Ambassador Airways
Ambassador Airways era una compagnia aerea interna del defunto tour operator Best Travel Ltd che operava come Grecian and Cypriana Holidays. La flotta era stanziata negli aeroporti di Glasgow, Newcastle, Manchester, Birmingham e Gatwick. Quando la Best Travel Ltd fallì il 28 novembre 1994, le operazioni cessarono e la flotta venne sequestrata.

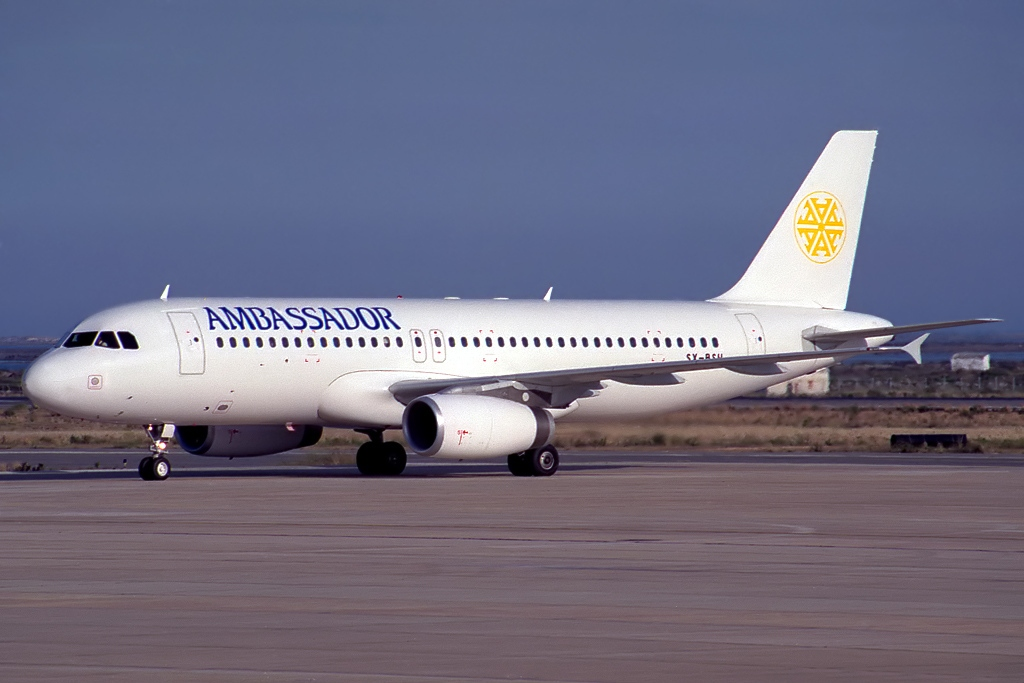
L'Airbus A320 SX-BSH di Ambassador Airways.

## Storia
Ambassador Airways è stata fondata nel febbraio 1992 dopo la chiusura di Air Europe a causa dei colli di bottiglia della capacità dei tour operator britannici. La compagnia aerea ha scelto di acquisire due Boeing 757, anche se non avevano ancora una licenza operativa. Dal 21 maggio 1992, quindi, le operazioni di volo iniziarono con due Boeing 757 noleggiati dalla Caledonian Airways fino all'ottenimento della licenza nella primavera del 1993.
Le operazioni di volo vennero sospese il 28 novembre 1994, poiché il tour operator Best Leisure Travel era fallito.

## Destinazioni
Dagli hub di Newcastle, Londra Gatwick e Glasgow, nonché da vari altri aeroporti britannici, i voli erano principalmente diretti a Cipro e in Grecia.

## Flotta
La flotta dell'Ambassador Airways era composta da Boeing 737-200, 757-200 (di cui almeno uno concesso in leasing dalla compagnia aerea canadese Nationair) ed Airbus A320-231.